# Roberto Giovanni F. Roberti
Roberto Giovanni F. Roberti (Monte San Giusto, 23 de dezembro de 1788 - Roma, 7 de novembro de 1867) foi um cardeal do século XIX.

## Biografia
Nasceu em Monte San Giusto em 23 de dezembro de 1788. De uma antiga família nobre. Filho do Conde Giovanni Roberti.
Ele nunca foi ordenado sacerdote. Secretário de Giuseppe Bofondi, auditor da Sagrada Rota Romana e futuro cardeal. Aiutante di studio de Zacchia, auditor da Sagrada Rota Romana, 1829. Conselheiro no Secondo Turno da congregação civil da Câmara Apostólica, 1832-1837. Referendário prelado, 6 de novembro de 1837. Eleitor do Tribunal da Assinatura Apostólica de Graça, 1838. Tenente e vice-presidente do Secondo Turno do tribunal civil da Câmara Apostólica, 1839-1841. Tenente e vice-presidente do tribunal penal da Câmara Apostólica, 1842. Delegado apostólico em Perugia, 1843-1844. Subsecretário de Estado da Administração Interna, 11 de fevereiro de 1845. Protonotário apostólicoparticipation , 1845. Auditor geral da Câmara Apostólica, 1845-1849. Suplente da secretaria da Administração Interna do Estado, 1845-1846. Ministro da Graça e Justiça, 1847 a 10 de março de 1848. Membro da Comissão Governamental do cardeal Castruccio Castracane degli Antelminelli, dezembro de 1848 a janeiro de 1849. Pró-presidente de Roma e seu distrito, 1849-1850.
Criado cardeal diácono no consistório de 30 de setembro de 1850; recebeu o gorro vermelho e a diaconia de S. Maria em Domnica, 3 de outubro de 1850. Presidente de Roma e sua região, 1855-1860. Secretário de Petições e Memórias, 17 de dezembro de 1859. Optou pela diaconia de S. Maria ad Martyres, 16 de março de 1863. Ele e o cardeal Giacomo Antonelli foram os primeiros cardeais que viajaram de trem.
Morreu em Roma em 7 de novembro de 1867. Exposto na igreja de S. Maria em Vallicella, Roma; o funeral ocorreu em 10 de novembro de 1867 com a participação do Papa Pio IX, e sepultado, conforme seu testamento, na igreja de Ss. Giovanni e Paolo, Roma 